# Friend Zone 2: Dangerous Area
Friend Zone 2: Dangerous Area là một bộ phim truyền hình Thái Lan phát sóng năm 2020 với sự tham gia của Nichaphat Chatchaipholrat (Pearwah), Tipnaree Weerawatnodom (Namtan), Thanat Lowkhunsombat (Lee), Prachaya Ruangroj (Singto), Nat Sakdatorn, Pronpiphat Pattanasettanon (Plustor), Weerayut Chansook (Arm), Nathasit Kotimanuswanich (Best), Way-Ar Sangngern (Joss), Sarunchana Apisamaimongkol (Aye) và Purim Rattanaruangwattana (Pluem) và là phần tiếp theo của Friend Zone.
Bộ phim được đạo diễn bởi Tidakorn Pookaothong và sản xuất bởi GMMTV và Trasher Bangkok. Đây là một trong mười hai dự án phim truyền hình cho năm 2020 được GMMTV giới thiệu trong sự kiện "GMMTV 2020 New & Next" vào ngày 15 tháng 10 năm 2019. Bộ phim được phát sóng vào lúc 22:10 (ICT), thứ Sáu trên GMM 25 và phát lại vào lúc 23:10 (ICT) trên LINE TV, bắt đầu từ ngày 25 tháng 9 năm 2020.

## Diễn viên
Dưới đây là dàn diễn viên của bộ phim:

### Diễn viên chính
- Nichaphat Chatchaipholrat (Pearwah) vai Boyo
- Tipnaree Weerawatnodom (Namtan) vai Boom
- Thanat Lowkhunsombat (Lee) vai Good
- Prachaya Ruangroj (Singto) vai Earth
- Nat Sakdatorn vai Bác sĩ Sam
- Pronpiphat Pattanasettanon (Plustor) vai Stud
- Weerayut Chansook (Arm) vai Pop
- Nathasit Kotimanuswanich (Best) vai Tor
- Way-Ar Sangngern (Joss) vai Safe
- Sarunchana Apisamaimongkol (Aye) vai Amm
- Purim Rattanaruangwattana (Pluem) vai Locker

### Diễn viên phụ
- Chayapol Jutamas (AJ) vai Ta
- Lapisara Intarasut (Apple) vai Cris
- Ravisrarat Pibulpanuvat (Preen) vai Bew
- Phatchara Tubthong (Kapook) vai Music
- Unnop Thongborisut (Por) vai Bác sĩ Ton
- Chanokwanun Rakcheep vai mẹ của Stud
- Thanavate Siriwattanakul (Gap) vai Tod
- Pusit Disthapisit (Fluke) vai Blue